# تمارا عرموش
تمارا عرموش (مواليد 8 مايو 1992) هي عداءة من مملكة المملكة المتحدة تمثل الآن الأردن. شاركت في سباق 1500 متر للسيدات في بطولة العالم لألعاب القوى 2017.
حققت عدة إنجازات رياضية مهمة على مدار مسيرتها الرياضية تمتلك سجلًا حافلاً في مجال الرياضة. شاركت في العديد من البطولات الدولية والقارية، بما في ذلك بطولة العالم لألعاب القوى وألعاب البحر الأبيض المتوسط.
حازت تمارا عرموش على العديد من الميداليات والتكريمات خلال مشاركتها في البطولات الرياضية. تعد تمارا من الرموز الرياضية في الأردن وتلقب بـ"الفهدة الأردنية" نظرًا لسرعتها وقوتها في المضمار.